# Ernst Ludvig von Engelhardt
Ernst Ludvig von Engelhardt, född 29 augusti 1736, död 25 april 1818, var en svensk militär och amatörmusiker.
Engelhardt blev löjtnant 1765, kapten 1773 och fick majors avsked 1776. Han var en duktig violinist, medlem av Utile Dulci och invaldes som ledamot nr 52 av Kungliga Musikaliska Akademien den 16 juni 1772. Ernst Ludvig von Engelhardt är bror till Mårten Fredrik von Engelhardt.